# Saint-Étienne-sur-Reyssouze
Saint-Étienne-sur-Reyssouze település Franciaországban, Ain megyében. Lakosainak száma 576 fő (2022. január 1.). Saint-Étienne-sur-Reyssouze Béréziat, Boissey, Chavannes-sur-Reyssouze, Chevroux, Gorrevod, Saint-Bénigne és Saint-Jean-sur-Reyssouze községekkel határos.

## Népesség
A település népessége az elmúlt években az alábbi módon változott:
| Lakosok száma | 480  | 402  | 376  | 495  | 555  | 566  | 571  | 583  | 586  | 576  |
|               | 1968 | 1982 | 1990 | 2006 | 2013 | 2015 | 2017 | 2019 | 2020 | 2022 |